# Niamina East
Niamina East é uma das dez subdivisões do distrito de Central River na Gâmbia. Em 2013, sua população era de 24 340 habitantes, a densidade populacional era de 70.34 hab/km² em uma área de 346 km².